# 海容天天
海容 天天（はいろん てぃえんてぃえん、1981年 - ）は、中華人民共和国の女性芸術家・モデル。

## 人物
1981年生まれ。実名も「海容天天」である。湖北省出身である。土家族（トゥチャ族）出身とある。
外語外貿大学卒業。1998年より、芸術家として活躍する。
2007年より、芸術パフォーマンスで活躍している。2007年11月8日、北京市の宋庄文化芸術祭で、『穿衣』というパフォーマンスを行い、着衣の男の友人の前で全裸姿となるCMNF状態になったり、チャイナドレスを着たりするということを、衆人環視で行った。2008年10月5日から15日にかけて11日間には、『全裸で鉄箱』のパフォーマンスを行った。
全裸になるという行為については、中国でも賛否両論がある。中国はもとより、日本でも注目を集めている。